# FC Salzburg
Der FC Salzburg war ein österreichischer Fußballverein aus dem Salzburger Stadtteil Taxham, der von 1968 bis 1996 bestand. Er wurde vom ehemaligen Landtagsabgeordneten Franz Spann als Union Edelweiß Taxham ins Leben gerufen und stieg innerhalb von 14 Jahren aus der letzten Salzburger Spielklasse bis in die 2. Bundesliga auf. Er war zeitweise sogar der bestplatzierte Klub im gesamten Bundesland, noch vor der SV Austria.

## Geschichte

### Vorgeschichte – Die Freizeitkicker Inter Tengling
In den 1960er Jahren gab es in Taxham weder Turnhallen noch Rasenplätze, die eine Sportausübung der hier ansässigen Bevölkerung ermöglicht hätte. Eine kleine Gruppe von Taxhamern fand sich schließlich zusammen, um erste fußballerische Gehversuche zu unternehmen und kämpfte ab 1965 unter dem Namen Inter Tengling um das runde Leder. Damals standen Sport und Kameradschaft und nicht Profifußball im Mittelpunkt der Vereinsaktivitäten. 1967 konnte diese Gruppe von Amateurfußballern unter dem neuen Namen Inter Salzburg und unter Mithilfe der ÖJB (Österreichische Jugendbewegung) einen kleinen Sportplatz erwerben und damit den Grundstein legen für die weitere Entwicklung des Hobby-Vereins zum Profifußballklub.

### Die Gründungsjahre der Union Edelweiß Taxham
Im Spätherbst 1968 entschlossen sich Franz Spann in seiner Funktion als Landesobmann der ÖJB Salzburg und der Landessekretär Richard Unger aus Taxham, gemeinsam mit den Herren Prucher, Johann Iwanoff, Johann Zaunrieth und OAR Walter Hofer, die bereits bestehende Mannschaft als neuen Verein unter dem Namen Union Edelweiß Taxham beim Salzburger Fußballverband anzumelden. Mit der offiziellen Gründung des Vereins wurden auch die Klubfarben mit Grün und Weiß festgelegt.
In der Saison 1970/71, genau in dem Spieljahr, in dem der spätere Konkurrent Austria Salzburg seinen ersten Vizemeistertitel in der Nationalliga holte, erfolgte der Einstieg in die Salzburger Meisterschaft in der 3. Klasse Nord. Bereits 1972/73 gewannen die Taxhamer den Meistertitel der letzten Salzburger Spielklasse und stiegen in die 2. Klasse A auf. Im selben Jahr wurde der kleine Fußballplatz der Taxhamer zu einer Sportanlage ausgebaut und eröffnet. Mit dem zweiten Platz hinter der SU Abtenau qualifizierte sich die Union Edelweiß im Spieljahr 1973/74 für die nächsthöhere Spielklasse, der 1. Klasse Nord, in der sie in der Aufstiegssaison 1974/75 wiederum den sensationellen zweiten Rang, diesmal hinter dem SV Hallwang belegte. 1977 feierte man mit dem Meistertitel der 1. Klasse Nord und dem Aufstieg in die viertklassige Landesklasse, später Salzburger Liga genannt, den nächsten Erfolg.
In der Saison 1978/79 gelang der Gewinn des Meistertitels vor dem ASV Zell am See und damit verbunden der erstmalige Aufstieg in die drittklassige Alpenliga. Der junge Verein spielte sich damit innerhalb von neun Jahren seit seinem Einstieg in die Meisterschaft in der letzten Klasse bis in die dritte Leistungsstufe Österreichs hoch. Nach dem neunten Rang in der Aufstiegssaison mussten die Taxhamer, die mittlerweile wieder Regionalliga West genannte dritte Spielklasse als Tabellenzwölfter verlassen und spielten für eine Saison wieder in der Salzburger Liga. 1982 folgte der zweite Meistertitel in dieser Liga und wiederum der Aufstieg in die Regionalliga.

### Der Aufstieg des USV Salzburg
In der Regionalliga maß sich die Sportunion aus Taxham mittlerweile mit den besten Vereinen Westösterreichs und stand knapp vor den Toren der zweiten österreichischen Spielklasse. Aus diesem Grunde sah man sich im Sommer 1983 in Taxham veranlasst, den Gründungsnamen abzulegen und taufte den gesamten, mittlerweile auf sechs Sektionen (Fußball, Gymnastik, Orientierungslauf, Tennis, Rad-Schi-Langlauf und Tischtennis) angewachsenen Sportverein in Unionsportverein (USV) Salzburg um. In der Regionalliga West stieg der USV Salzburg zuerst mit einem 6. Platz ein, feierte aber in der Folgesaison 1983/84 bereits den Meistertitel vor der Austria Lustenau und damit verbunden den Aufstieg in die 2. Division der Bundesliga.
Mit diesem bis dahin größten Erfolg in der Vereinsgeschichte schaffte der FC Salzburg innerhalb von 15 Jahren den Aufstieg aus der letzten Amateurklasse bis in die damalige 2. Bundesliga und stellte damit einen bis heute (2007) gültigen österreichischen Rekord auf.
In der zweithöchsten Spielstufe Österreichs belegte der USV Salzburg 1984/85 mit Spielern wie Schneider, Romeo Traxler, Götsch, Helmut & Josef Bauer und Lehenbauer unter 16 Vereinen den 10. Platz und verpasste nur um einen Punkt den Klassenerhalt. Bedingt durch die Einführung der Zwölferligen in den beiden obersten Spielklassen mussten in dieser Saison gleich neun Vereine aus der Liga absteigen. Die Regionalliga schloss man im folgenden Spieljahr mit dem dritten Rang hinter den vorjährigen Mitabsteigern SC Kufstein und WSG Wattens ab, doch bereits 1985/86 wurden die Unionssportler mit elf Zählern Vorsprung überlegener Meister der dritten Spielstufe vor dem VfB Hohenems. Wieder zurück in der 2. Division, zeigte man unter dem neuen Sponsornamen USV System-Standbau Salzburg, gute Ergebnisse in der mit zwölf Vereinen ausgetragenen Herbstmeisterschaft und konnte sich im Mittelfeld der Tabelle platzieren. An eine Qualifikation für das Mittlere Play-Off, in der die vier letzten der ersten und die vier besten Teams der zweiten Bundesliga die Auf- und Absteiger ausspielten, war in diesem Spieljahr aber nicht zu denken. Schließlich belegte man im Unteren Play-Off unter acht Vereinen den vierten Platz.

### Die großen Jahre des FC Salzburg
Im Juli 1988 feierte der Verein sein 20-jähriges Bestandsfest mit einem Freundschaftsspiel gegen die Nationalmannschaft Japans und konnte in diesem Rahmen mit dem Getränkehersteller Afri Cola-Bluna erstmals einen finanziell potenten Vereinssponsor präsentieren. Die Sektion Fußball des Unionsportvereins benannte sich daraufhin am 15. Juli 1988 in FC Salzburg um und trat in den nächsten Jahren vertragsgemäß unter der Sponsorenbezeichnung FC Bluna Salzburg auf.
Die Vorbereitung zur neuen Saison wurde vom langjährigen Trainer Peter Roither optimal durchgeführt, die Mannschaft in einigen Punkten verstärkt und man spekulierte mit diesem Kader ganz offen über einen Platz in der Aufstiegsrunde. In den ersten elf Spielen der Herbstsaison lief es für den FC Salzburg aber nicht den Erwartungen entsprechend. Die zugesagten Geldmittel des neuen Sponsors verzögerten sich und mit dem Spielerkader aus dem Vorjahr erreichte man lediglich den drittletzten Platz in der ersten Hälfte der Herbstmeisterschaft. Als die Geldmittel flossen, konnte man sich die Bundesligaspieler Harald Eder von FC Swarovski Tirol und Hannes Reinmayr vom FK Austria Wien ausleihen.

### Die Stadtderbys im Jahr 1988
Tolle Spiele lieferte der grün-weiße FC vor allem gegen den violett-weißen Stadtkonkurrenten SV Austria Salzburg ab. Im ersten Spiel am 23. August 1988 feierten die Taxhamer, bei denen viele ehemalige Austria-Spieler wie Hans-Peter Berger und Gerhard Perlak das Mannschaftsgerippe bildeten, vor einem für die damaligen Zweitligaverhältnisse gut besuchten Spiel einen 5:3-Erfolg über die Lehener Austria. Die Tore für den FC schossen Perlak sen., Auer, Tomic und Schneider. Das Rückrundenspiel am 22. Oktober 1988 wurde ebenfalls im Lehener Stadion ausgespielt und vom FC Salzburg durch Tore von Reinmayer und Auer mit 2:1 gewonnen. Damit blieb die Salzburger Austria in der einzigen Bundesligasaison, in der zwei Vereine aus der Stadt Salzburg gleichzeitig in der zweiten Liga vertreten waren, gegen ihren „kleinen Bruder“ sieg- und punktelos und der FC Salzburg war erstmals für kurze Zeit die Nummer eins in seinem Bundesland. Allerdings hatten die Taxhamer von jeher mit dem Umstand zu kämpfen, dass sie von den Salzburger Fans als Emporkömmling ohne Geschichte gemieden wurden, während die damals finanzschwache Austria mit ihrer langen Tradition auch in der zweiten Liga ihre Fans hinter sich wusste. Trotzdem wich man von der vereinseigenen Anlage in Taxham immer öfter ins Lehener Stadion aus, auch wenn manches Match von gerade mal 800 Fans besucht wurde. Die Austria tat, was sie immer zu tun pflegte, wenn ihr ein Konkurrent in der eigenen Stadt zu groß wurde, sie versuchte sich mit dem Emporkömmling zu fusionieren. Wie jedoch bereits die Fusion mit dem Salzburger AK 1914 zum FC Casino SAK im Jahr 1986 scheiterte, wurde auch dieser erste Fusionversuch mit dem grün-weißen FC von den Taxhamern rigoros abgelehnt. Die Überzeugung der Taxhamer zur Nummer eins in Salzburg aufzusteigen und zu bleiben tat sich zum Beispiel in der Aussage von Werner Roither, dem damaligen Marketingleiter des Vereins kund, die lautete: „Wir können es locker erwarten, dass wir zur Nummer Eins werden, weil's die Austria finanziell nicht oder nur ganz schwer packen wird“. Der geplante FC Austria Taxham blieb somit ein Projekt, das niemals umgesetzt wurde, doch war dies nicht der letzte Versuch einer grün-violetten Fusion.

### Der knapp verfehlte Aufstieg
In den letzten Runden spitzte sich der Kampf um die Qualifikationsplätze immer mehr zu. Der FC Salzburg verpflichtete mit dem bekannten Paul Perstling vom österreichischen Rekordmeister SK Rapid Wien einen starken und technisch versierten Mittelfeldspieler und wahrte mit einem tollen 4:1-Sieg gegen den Konkurrenten VfB Union Mödling die Chance auf die Aufstiegsrunde, während die große Austria mit einem torlosen Remis beim SV Stockerau ihre Chancen auf den Aufstieg enorm reduzierte. Mit diesem Erfolg standen Edmond Tomic, der im Sommer vom SV Spittal/Drau von Trainer Roither zu den Taxhamern geholt wurde und beim FC die meisten Tore schoss, Reinmayr und Co. am Sprung zur Aufstiegsrunde in die 1. Division.
Dann kam das Spiel gegen DSV Alpine. Bis drei Minuten vor Schluss führten die Salzburger und waren damit fix in der Aufstiegsrunde, als ein Glücksschuss des Donawitzers Stablhofer die Taxhamer Aufstiegsträume vorerst auf Eis legte. Im letzten Spiel gegen FC Kufstein vergaben die Taxhamer kurz vor Schluss den entscheidenden Matchball gegen den Konkurrenten und verfehlten bei Punktegleichheit schließlich um ein einziges Tor den heiß ersehnten Aufstieg. Zeitgleich feierte die totgesagte Austria mit ihrem gefürchteten Stürmerduo Srecko „Felix“ Kurbasa und Hans Krankl den ersten Schritt zur Rückkehr in die oberste Liga. In die Aufstiegsrunde begleitet wurden die Violetten vom Kremser SC, Flavia Solva und dem FC Kufstein.
In der Frühjahrssaison lief es für die Salzburger dann nicht nach Wunsch. Viele Leistungsträger der Herbstmeisterschaft hatten mit Formschwankungen (Reinmayr, Novokmet) oder mit Verletzungen (Eder, Auer) zu kämpfen und der knapp verpasste Aufstieg ging den Spielern  auch nicht so leicht aus den Köpfen. Des Weiteren musste der FC Salzburg, der als Führender in die Frühjahrsmeisterschaft gestartet war, die damals übliche Punktehalbierung nach dem Herbstdurchgang über sich ergehen lassen, wodurch der komfortable Vorsprung von 10 Punkten auf den Zweitplatzierten auf fünf Punkte schrumpfte.
Profitieren konnte davon der SV Stockerau, der über die gesamte Saison gerechnet drei Punkte weniger holte, sich durch die Punkteteilung in der Endtabelle jedoch knapp vor dem FC Salzburg platzieren konnte. Die Taxhamer belegten schließlich den 6. Rang im Abstiegs-Play-Off und verließen die zweite Spielstufe wieder in Richtung Regionalliga.

### Kader der Saison 1988/89
Peter Brutti, Wilhelm Aichinger, Torsten Thonhauser, Hans-Peter Berger (Tormänner);
Peter Schneider, Josef Lehenbauer, Walter Drachgschwandtner, Hans-Peter Bauer, Stefan Rehrl, Robert Fischbacher, Manfred Götsch, Romeo Traxler, Jako Novokmet (YUG), Robert Brandner, Gerhard Perlak, Manfred Mader, Wolfgang Auer, Harald Junger, Edmond Tomic (YUG), Erich Ilmer, Christian Ovesny, Hannes Reinmayr, Harald Eder, Paul Perstling; Trainer Peter Roither

### Wiederaufstieg und Pokalviertelfinale
Die Regionalligasaison 1989/90 gewann der FC Salzburg ohne die Erstligaspieler Reinmayr, Perstling und Eder, die den Verein wieder verließen, mit 10 Punkten Vorsprung auf den FC Hard.
In der 2. Division der Bundesliga zeigte der FC Salzburg wieder hervorragende Leistungen und spielte zeitweise auch wieder um einen Aufstiegsplatz mit. Allerdings war die Mannschaft nicht mehr so kompakt wie vor zwei Jahren und der Aufstieg auch nicht mehr das erklärte Ziel des Vereins. Eine Sensation lieferten die Salzburger im Herbst 1990 mit der Verpflichtung der bekannten Erstligaspieler Franz Aigner und Walter Schachner. Vor allem Schachner, immerhin oftmaliger Internationaler und ehemaliger Italienlegionär, schlug beim FC Salzburg voll ein und war mit 18 Meisterschaftstoren der Hauptverantwortliche für die starke Offensivleistung des Taxhamer im Herbstdurchgang. Mit 76 Toren erzielten die Salzburger mit Abstand die meisten Treffer über die gesamte Saison gesehen, dass es allerdings nicht zum Aufstieg und letztlich auch nicht mal zum Klassenerhalt reichte, war der inferioren Abwehrleistung des Vereins zuzuschreiben, erhielt man mit 81 Toren doch auch die meisten Gegentreffer aller Klubs. Zudem stand dem FC Bluna in der Frühjahrsmeisterschaft auch Walter Schachner, der den Verein zur Winterpause verließ, nicht mehr zur Verfügung. Schlussendlich belegte der FC Salzburg in der Abstiegs-Play-Off den siebten Rang und stieg wiederum in die Regionalliga ab.
Zwei interessante Details gibt es aus diesem Spieljahr noch zu berichten. Einerseits regte die Salzburger Austria erneut eine Fusion der beiden Stadtvereine an, wobei der Fusionsverein  diesmal den Namen FC Casino Salzburg tragen sollte, was von den Taxhamern aber wieder abgelehnt wurde, andererseits sorgte der FC Salzburg für Aufsehen im ÖFB-Cup, in dem man bis ins Viertelfinale vordringen konnte und dort erst am österreichischen Rekordmeister SK Rapid Wien scheiterte.
Als Zweitdivisionär stieg der FC Bluna Salzburg in der zweiten Runde in den ÖFB-Cup ein und erspielte auswärts gegen den SCR Altach ein 5:5-Remis, wobei der Aufstieg im Elfmeterschießen mit 4:3 sichergestellt werden konnte. In der dritten Runde bezwang man ebenfalls auswärts den Bundeslandkonkurrenten ASVÖ FC Puch mit 4:1, bevor in der nächsten Runde mit dem ASV Vösendorf ein unmittelbarer Konkurrent aus der zweiten Division auf die Salzburger wartete. Der FC Salzburg gewann auch dieses Spiel klar mit 3:1 und reihte sich somit unter die besten acht Cupmannschaften Österreichs ein. Den emotionalen Lieblingsgegner, die ebenfalls für das Viertelfinale qualifizierte Austria Salzburg, bekam man zwar nicht zugelost, mit dem Rekordmeister Rapid hatte man aber trotzdem ein Traumlos gezogen.
Das Spiel wurde am 23. April 1991 zu Hause im Lehener Stadion vor 2.000 Zuschauern ausgetragen und fand im österreichischen Rekordmeister, der in der 21. Minute ausgerechnet durch den Salzburger Heimo Pfeifenberger in Führung ging, ihren verdienten Sieger. Allerdings konnten die Taxhamer das Spiel trotz des zweiten Tores durch Jan Åge Fjørtoft in der 39. Minute lange Zeit offen halten und erzielten in der 74. Minute sogar das Anschlusstor durch Edmond Tomic. In der Rapid-Viertelstunde schlugen die Hütteldorfer dann aber durch Hauptmann, Pfeifenberger und Medford noch dreimal zu und warfen den FC Salzburg mit 5:1 Toren aus dem Bewerb.

#### Mannschaftsaufstellungen des Cupviertelfinales
FC Salzburg: Hans-Peter Berger sen.; Peter Hrstic; Richard Moser, Josef Bauer; Gerhard Perlak sen., Hans-Peter Bauer, Thomas Kirchberger, Franz Aigner, Brametzer (78. Christian Streili); Manfred Mader, Edmond Tomic (84. Reinhard Michelak)
SK Rapid Wien: Michael Konsel; Peter Schöttel; Michael Hatz, Andreas Poiger; Helmut Hauptmann, Heimo Pfeifenberger, Reinhard Kienast, Andreas Herzog (60. Christian Keglevits), Franz Resch (46. Andreas Reisinger); Hernan Medford, Jan Åge Fjørtoft

#### Kader der Saison 1990/91
Torsten Thonhauser, Hans-Peter Berger (Tormänner);
Hans-Peter Bauer, Josef Bauer, Thomas Kirchberger, Brametzer, Reinhard Michelag, Richard Moser, Christian Streili, Robert Brandner, Josef Hrstic, Peter Hrstic, Jako Novokmet, Gerhard Perlak sen., Franz Aigner, Günther Greil, Manfred Mader, Edmond Tomic, Walter Schachner; Trainer Peter Roither

### Abstieg und Fusion mit Austria Salzburg
Nach dem Abstieg aus der 2. Bundesliga wurde es langsam still um den FC Bluna Salzburg. Die nächsten Jahre verbrachte der Verein in der drittklassigen Regionalliga West und holte dort in den Jahren von 1992 bis 1995 die Ränge 12, 8, 6 und 4, wobei in der Saison 1994/95 trotz des vierten Platzes nur drei Punkte für den Wiederaufstieg in die Bundesliga, die aus Salzburger Sicht seit 1992 durch den ASVÖ FC Puch vertreten wurde, fehlten.
Die letzte Saison 1995/96 schloss der FC Salzburg an siebter Stelle der Tabelle ab. Nach der Saison einigte man sich mit Austria Salzburg im dritten Anlauf doch auf eine Fusion. Der FC Salzburg konnte trotz seiner Erfolge nie das Herz der Salzburger Fußballfans erobern und stand mittlerweile auch finanziell in den roten Zahlen. Dazu kam, dass seit der Gründung der Amateurmannschaft von Austria Salzburg im Jahr 1995 kein eigener Sportplatz zur Verfügung stand und das Lehener Stadion von den Profis der Austria benötigt wurde. So kam es im Sommer 1996 zum Zusammenschluss mit den Amateuren der Salzburger Austria, die in dieser Saison von der Salzburger Liga in die Regionalliga aufstiegen und mit der Sportanlage Taxham, die über ein Haupt-, vier Trainings- und ein Miniknabenfeld verfügte, endlich einen eigenen und modernen Heimplatz erhielten.
Die Spieler des FC Salzburg waren in die Nachwuchsmannschaft der Austria natürlich nicht integrierbar und mussten sich einen neuen Verein suchen. Für die Jugendfußballer der Taxhamer wurde mit dem ASV Europark Taxham, der mittlerweile auch mit einer Kampfmannschaft in den unteren Ligen des Bundeslands vertreten ist, ein inoffizieller Nachfolgeverein gegründet.

## Bekannte Spieler
| - Franz Aigner - Hans-Peter Berger sen. - Hans-Peter Berger jun. - Josef Hrstic - Peter Hrstic | - Joachim Moitzi - Gerhard Perlak sen. - Paul Perstling - Hannes Reinmayr - Walter Schachner - Helmut Bauer - Peter Schneider - Fredl Götsch - Robert Brandner |

## Erfolge
- 4 × Bundesliga-2. Division:	1984/85, 1987/88 (USV Salzburg), 1988/89, 1990/91 (FC Salzburg)
- Viertelfinale im ÖFB-Pokal: 1991 (FC Salzburg)
- 7 × Salzburger Landesmeister:	1983, 1984, 1986 1987 (USV Salzburg), 1990, 1994, 1995 (FC Salzburg)
- 3 × Salzburger Hallen-Landesmeister: 1990, 1991, 1992 (FC Salzburg)
- 3 × Meister Regionalliga West (3): 1984, 1986 (USV), 1990 (FC)
- 2 × Meister Salzburger Liga(4):  1979 (UE Taxham), 1982 (USV Salzburg)
- Meister 1. Klasse A (5): 1977 (UE Taxham)
- Meister 3. Klasse Nord (7): 1973 (UE Taxham)